# LECT2
LECT2 (англ. Leukocyte cell derived chemotaxin 2) – білок, який кодується однойменним геном, розташованим у людей на короткому плечі 5-ї хромосоми. Довжина поліпептидного ланцюга білка становить 151 амінокислот, а молекулярна маса — 16 390.
| 10         |  | 20         |  | 30         |  | 40         |  | 50         |
| ---------- |  | ---------- |  | ---------- |  | ---------- |  | ---------- |
| MFSTKALLLA |  | GLISTALAGP |  | WANICAGKSS |  | NEIRTCDRHG |  | CGQYSAQRSQ |
| RPHQGVDILC |  | SAGSTVYAPF |  | TGMIVGQEKP |  | YQNKNAINNG |  | VRISGRGFCV |
| KMFYIKPIKY |  | KGPIKKGEKL |  | GTLLPLQKVY |  | PGIQSHVHIE |  | NCDSSDPTAY |
| L          |  |            |  |            |  |            |  |            |

A: Аланін

C: Цистеїн

D: Аспарагінова кислота

E: Глутамінова кислота

F: Фенілаланін

G: Гліцин

H: Гістидин

I: Ізолейцин

K: Лізин

L: Лейцин

M: Метіонін

N: Аспарагін

P: Пролін

Q: Глутамін

R: Аргінін

S: Серин

T: Треонін

V: Валін

W: Триптофан

Задіяний у таких біологічних процесах як хемотаксис, поліморфізм. 
Білок має сайт для зв'язування з іонами металів, іоном цинку. 
Локалізований у цитоплазмі.
Також секретований назовні.